# 김해시 갑
김해시 갑은 대한민국의 국회의원 선거구이다. 경상남도 김해시 일부를 관할한다. 현 지역구 국회의원은 더불어민주당의 민홍철이다.

## 역사
대한민국 제17대 국회의원 선거를 앞두고 김해시 선거구가 갑, 을로 분구되면서 신설되었다. 신설 당시 생림면, 상동면, 대동면, 동상동, 부원동, 북부동, 활천동, 삼안동, 불암동을 관할하였으며 나머지 지역은 김해시 을이 되었다.
대한민국 제20대 국회의원 선거를 앞두고 김해시 을 선거구에 속해있던 진영읍, 한림면과 회현동을 편입했다.
대한민국 제21대 국회의원 선거를 앞두고 회현동을 다시 김해시 을 선거구로 내주었다.
대한민국 제22대 국회의원 선거를 앞두고 김해시 을 선거구에서 다시 회현동을 편입했다.

## 관할 구역
| 대수      | 관할 구역                                                                                             |
| --------- | --- |
| 17대~19대 | 김해시 생림면, 상동면, 대동면, 동상동, 부원동, 북부동, 활천동, 삼안동, 불암동                         |
| 20대      | 김해시 진영읍, 한림면, 생림면, 상동면, 대동면, 동상동, 회현동, 부원동, 북부동, 활천동, 삼안동, 불암동 |
| 21대      | 김해시 진영읍, 한림면, 생림면, 상동면, 대동면, 동상동, 부원동, 북부동, 활천동, 삼안동, 불암동         |
| 22대~     | 김해시 진영읍, 한림면, 생림면, 상동면, 대동면, 동상동, 회현동, 부원동, 북부동, 활천동, 삼안동, 불암동 |

## 역대 국회의원
| 선거   | 정당 | 정당         | 의원   |
| ------ | ---- | ------------ | ------ |
| 2004년 |      | 열린우리당   | 김맹곤 |
| 2005년 |      | 한나라당     | 김정권 |
| 2008년 |      | 한나라당     | 김정권 |
| 2012년 |      | 민주통합당   | 민홍철 |
| 2016년 |      | 더불어민주당 | 민홍철 |
| 2020년 |      | 더불어민주당 | 민홍철 |
| 2024년 |      | 더불어민주당 | 민홍철 |

## 역대 선거 결과

### 대한민국 제17대 국회의원 선거
|  | 47.47% |

|  | 44.24% |

|  | 4.87% |

|  | 1.83% |

|  | 1.57% |

### 2005년 대한민국 재보궐선거
|  | 61.3% |

|  | 35.4% |

|  | 3.4% |

### 대한민국 제18대 국회의원 선거
|  | 50.85% |

|  | 21.56% |

|  | 10.24% |

|  | 6.86% |

|  | 5.63% |

|  | 4.21% |

|  | 0.62% |

### 대한민국 제19대 국회의원 선거
|  | 48.33% |

|  | 47.17% |

|  | 4.48% |

### 대한민국 제20대 국회의원 선거
|  | 55.96% |

|  | 39.48% |

|  | 2.39% |

|  | 2.15% |

### 대한민국 제21대 국회의원 선거
|  | 51.06% |

|  | 45.08% |

|  | 2.86% |

|  | 0.98% |

### 대한민국 제22대 국회의원 선거
|  | 52.47% |

|  | 47.52% |